# 五所川原甚句
五所川原甚句（ごしょがわらじんく）とは青森県五所川原市に伝わる民謡である。
五所川原市無形文化財－民俗（市指定／五第十号）に指定されている。

## 由来
1665年（寛文5年）頃、五所川原周辺は凶作続きで農民は非常に苦しみ、やむを得ず男達は青森県西津軽郡深浦鉱山に働きに行った。働いて得た少しの金を持ち帰り田畑を作ったところ、その年は大豊作になり、農民たちはあまりの嬉しさに笠のまわりに稲の穂をつるして踊りまくったことがその起源とされる。

## 特徴
旋律は鯵ヶ沢くどき、鯵ヶ沢甚句（普及型）に強い関連性が見られる。囃子詞（その第一は音高の定まった「ヤーアドセー」）は鯵ヶ沢くどき、鯵ヶ沢甚句（普及型）、木造甚句に用いられている。
嘉瀬奴踊り、稲垣で採集された中里の盆踊り歌、どだればちとも何らかの関係が推定されている。

## 歌詞
ひとつ唄いましょ 五所川原甚句 
唄の文句は わしゃ数知らぬ
声はかれても 身はやつれても 
声の限りで わしゃ口説きましょ